# Prychia gracilis
Prychia gracilis är en spindelart som beskrevs av Ludwig Carl Christian Koch 1875. Prychia gracilis ingår i släktet Prychia och familjen jättekrabbspindlar. Inga underarter finns listade i Catalogue of Life.